# セイヨウハシバミ
セイヨウハシバミ (Corylus avellana) は、カバノキ科の落葉低木。種子はヘーゼルナッツ (Hazelnut) と呼ばれて食用となり、クッキーやケーキなどの材料としてよく使われる。

## 特徴
原産地は欧州大陸部から地中海域。樹高5メートルから7メートル。雌雄異花。
早春、葉より早く花を付け、果実は秋にかけて熟し、自然に落果する。果実はドングリ型の堅果で果皮は褐色、総苞に包まれる。種皮は赤褐色で薄い。子葉は白色で脂肪を多く含み、独特の風味がある。果実はヘーゼルナッツとよばれ、アメリカでは大量に栽培して需要に応えている
。
日本には近縁種のハシバミ（C. heterophylla）、ツノハシバミ（C. sieboldiana）が野生し、共に食用になる。　
ハシバミはヤナギとともに「占い棒」としてその「二股にわかれた枝で、水脈や鉱脈を探しあてることができるとされた」。　　　　　　　　　　　　　

## 画像

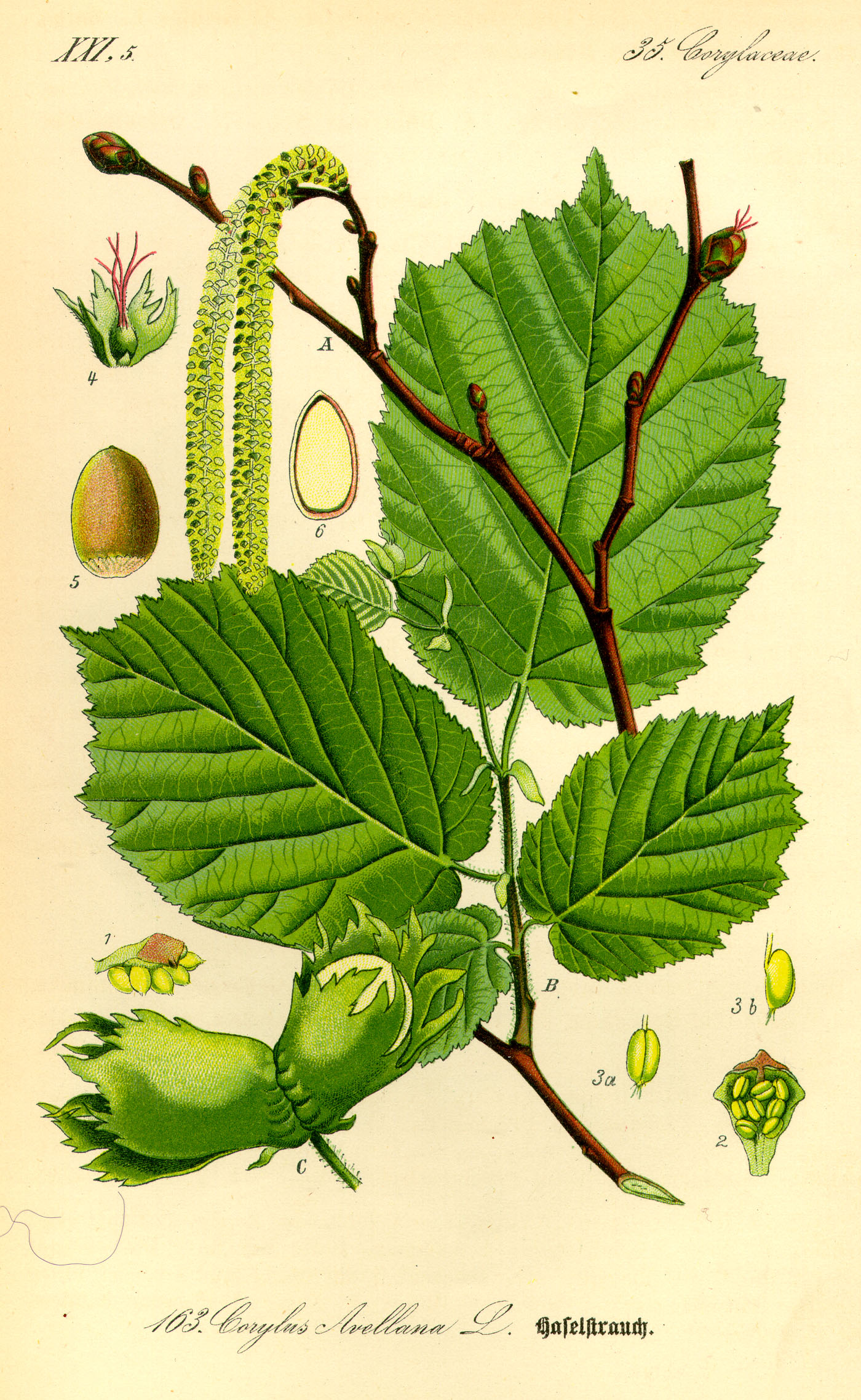
(画)トーメ
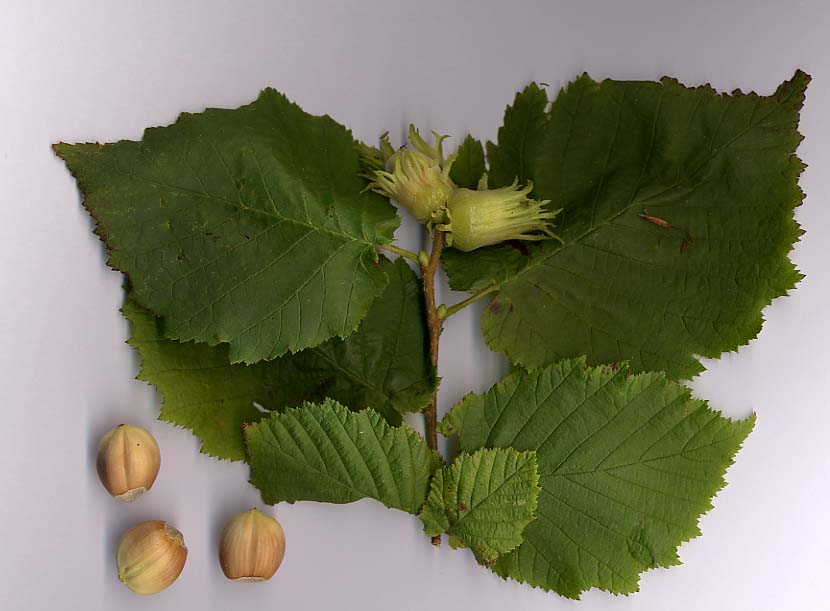
葉
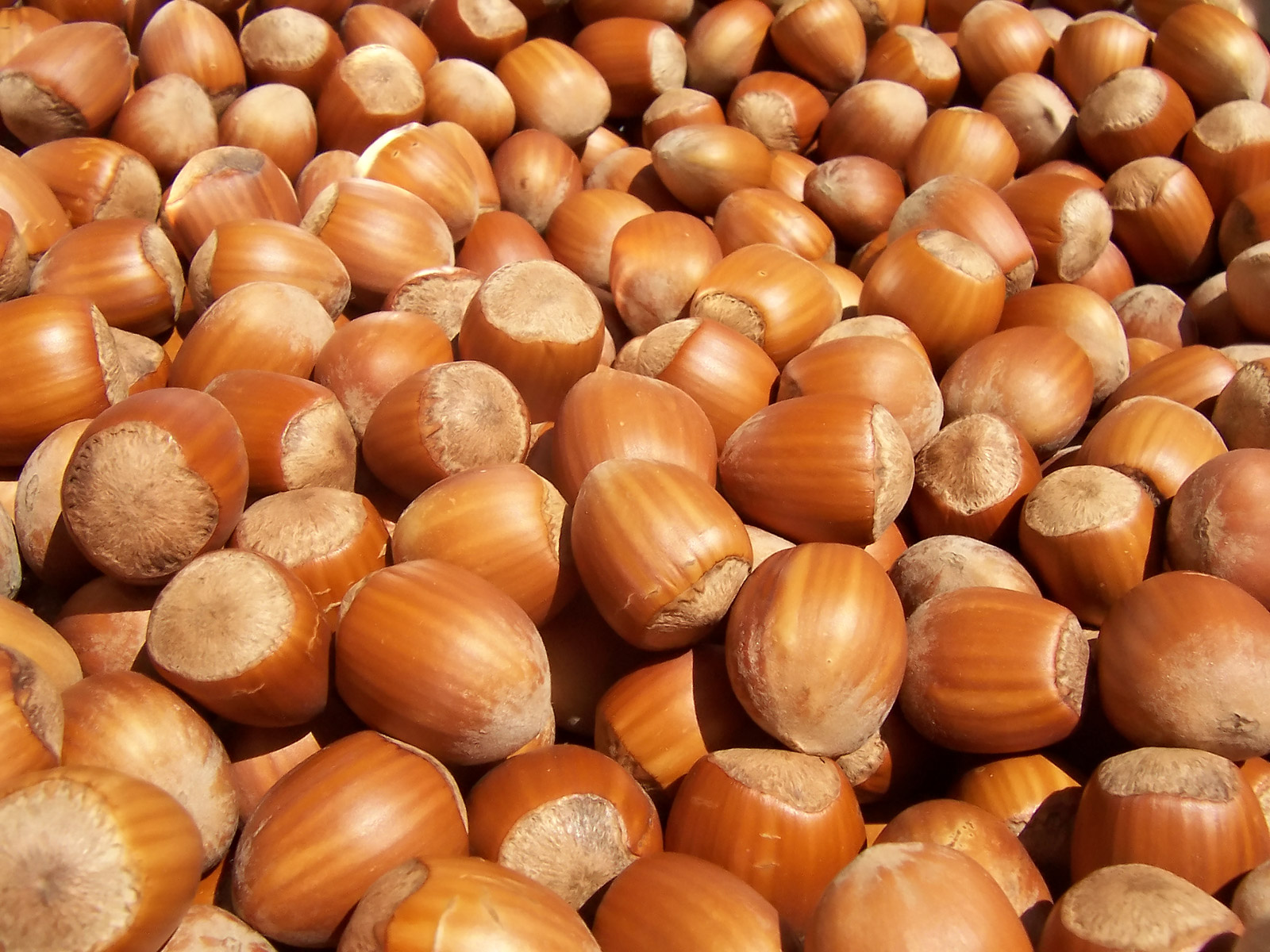
ヘーゼルナッツ